# أونارغا (إلينوي)
أونارغا (بالإنجليزية: Onarga) هي منطقة سكنية تقع في الولايات المتحدة في مقاطعة إيروكوي، إلينوي. يقدر عدد سكانها بـ 1,350 نسمة وترتفع عن سطح البحر 204 متر.

## التركيبة السكانية
حدّد مكتب تعداد الولايات المتحدة بيانات التركيبة السكانية لأونارغا في تعداد الولايات المتحدة. في ما يلي، التركيبة السكانية حسب تعدادي 2000 و2010.

### تعداد عام 2000
بلغ عدد سكان أونارغا 1,438 نسمة بحسب تعداد عام 2000، وبلغ عدد الأسر 475 أسرة وعدد العائلات 343 عائلة مقيمة في القرية. في حين سجلت الكثافة السكانية 332.1 نسمة لكل كيلومتر مربع (860.1/ميل2). وبلغ عدد الوحدات السكنية 525 وحدة بمتوسط كثافة قدره 121.2 لكل كيلومتر مربع (313.9/ميل2).
وتوزع التركيب العرقي للقرية بنسبة 71.21% من البيض و2.23% من الأمريكيين الأفارقة و0.35% من الأمريكيين الأصليين و0.21% من الأمريكيين ذوي الأصول الآسيوية و24.41% من الأعراق الأخرى و1.60% من عرقين مختلطين أو أكثر و35.26% من الهسبانيون أو اللاتينيون من أي عرق.
بلغ عدد الأسر 475 أسرة كانت نسبة 43.4% منها لديها أطفال تحت سن الثامنة عشر تعيش معهم، وبلغت نسبة الأزواج القاطنين مع بعضهم البعض 56.2% من أصل المجموع الكلي للأسر، ونسبة 10.7% من الأسر كان لديها معيلات من الإناث دون وجود شريك،  بينما كانت نسبة 5.3% من الأسر لديها معيلون من الذكور دون وجود شريكة وكانت نسبة 27.8% من غير العائلات. تألفت نسبة 24.8% من أصل جميع الأسر من عدة أفراد يعيشون في نفس المنزل ونسبة 15.2% كانت تتألف من شخص يعيش بمفرده يبلغ من العمر 65 عاماً أو أكثر. وبلغ متوسط حجم الأسرة المعيشية 2.87، أما متوسط حجم العائلات فبلغ 3.42.
بلغ العمر الوسطي للسكان 29.9 عاماً. وكانت نسبة 29.4% من القاطنين تحت سن الثامنة عشر، وكانت نسبة 9.1% بين الثامنة عشر والرابعة والعشرين عاماً، ونسبة 25.7% كانت واقعةً في الفئة العمرية ما بين الخامسة والعشرين والرابعة والأربعين عاماً، ونسبة 18.7% كانت ما بين الخامسة والأربعين والرابعة والستين، ونسبة 11.8% كانت ضمن فئة الخامسة والستين عاماً فما فوق. يوجد لكل 100 أنثى 98.4 ذكر، ويوجد لكل 100 أنثى في الثامنة عشر من عمرها فما فوق 88.7 ذكر.
بلغ متوسط دخل الأسرة في القرية 35,852 دولارًا، أما متوسط دخل العائلة فبلغ 46,016 دولارًا. وكان متوسط دخل الذكور 31,146 دولارًا مقابل 19,732 دولارًا للإناث. وسجل دخل الفرد الخاص بالقرية 13,623 دولارًا. وكانت نسبة 8% من العائلات ونسبة 10.9% من السكان تحت خط الفقر، وكان من هؤلاء نسبة 17.1% تحت سن الثامنة عشر ونسبة 5% في الخامسة والستين من العمر وما فوق.

### تعداد عام 2010
بلغ عدد سكان أونارغا 1,368 نسمة بحسب تعداد عام 2010، وبلغ عدد الأسر 447 أسرة وعدد العائلات 326 عائلة مقيمة في القرية. في حين سجلت الكثافة السكانية 315.9 نسمة لكل كيلومتر مربع (818.2/ميل2). وبلغ عدد الوحدات السكنية 499 وحدة بمتوسط كثافة قدره 115.2 لكل كيلومتر مربع (298.4/ميل2).
وتوزع التركيب العرقي للقرية بنسبة 73.03% من البيض و1.54% من الأمريكيين الأفارقة و0.51% من الأمريكيين الأصليين و0.15% من الأمريكيين ذوي الأصول الآسيوية و22.22% من الأعراق الأخرى و2.56% من عرقين مختلطين أو أكثر و39.69% من الهسبانيون أو اللاتينيون من أي عرق.
بلغ عدد الأسر 447 أسرة كانت نسبة 39.1% منها لديها أطفال تحت سن الثامنة عشر تعيش معهم، وبلغت نسبة الأزواج القاطنين مع بعضهم البعض 57.3% من أصل المجموع الكلي للأسر، ونسبة 10.1% من الأسر كان لديها معيلات من الإناث دون وجود شريك،  بينما كانت نسبة 5.6% من الأسر لديها معيلون من الذكور دون وجود شريكة وكانت نسبة 27.1% من غير العائلات. تألفت نسبة 23.5% من أصل جميع الأسر من عدة أفراد يعيشون في نفس المنزل ونسبة 11.9% كانت تتألف من شخص يعيش بمفرده يبلغ من العمر 65 عاماً أو أكثر. وبلغ متوسط حجم الأسرة المعيشية 2.88، أما متوسط حجم العائلات فبلغ 3.42.
بلغ العمر الوسطي للسكان 33.4 عاماً. وكانت نسبة 30.8% من القاطنين تحت سن الثامنة عشر، وكانت نسبة 9.5% بين الثامنة عشر والرابعة والعشرين عاماً، ونسبة 24.1% كانت واقعةً في الفئة العمرية ما بين الخامسة والعشرين والرابعة والأربعين عاماً، ونسبة 24.1% كانت ما بين الخامسة والأربعين والرابعة والستين، ونسبة 11.5% كانت ضمن فئة الخامسة والستين عاماً فما فوق. وتوزع التركيب الجنسي للسكان بنسبة 52.1% ذكور و47.9% إناث.